# Evezés a 2000. évi nyári olimpiai játékokon
A 2000. évi nyári olimpiai játékokon az evezésben tizennégy versenyszámban osztottak érmeket.

## Éremtáblázat
(A rendező ország csapata eltérő háttérszínnel, az egyes számoszlopok legmagasabb értéke vagy értékei vastagítással kiemelve.)
| A 2000. évi nyári olimpiai játékok éremtáblázata evezésben | A 2000. évi nyári olimpiai játékok éremtáblázata evezésben | A 2000. évi nyári olimpiai játékok éremtáblázata evezésben | A 2000. évi nyári olimpiai játékok éremtáblázata evezésben | A 2000. évi nyári olimpiai játékok éremtáblázata evezésben | Olimpia  |
| ---------------------------------------------------------- | ---------------------------------------------------------- | ---------------------------------------------------------- | ---------------------------------------------------------- | ---------------------------------------------------------- | -------- |
|                                                            | Ország                                                     | Arany                                                      | Ezüst                                                      | Bronz                                                      | Összesen |
| 1.                                                         | Románia (ROU)                                              | 3                                                          | 0                                                          | 0                                                          | 3        |
| 2.                                                         | Németország (GER)                                          | 2                                                          | 1                                                          | 3                                                          | 6        |
| 3.                                                         | Nagy-Britannia (GBR)                                       | 2                                                          | 1                                                          | 0                                                          | 3        |
| 4.                                                         | Franciaország (FRA)                                        | 2                                                          | 0                                                          | 1                                                          | 3        |
| 5.                                                         | Olaszország (ITA)                                          | 1                                                          | 2                                                          | 1                                                          | 4        |
| 6.                                                         | Fehéroroszország (BLR)                                     | 1                                                          | 0                                                          | 0                                                          | 1        |
| 6.                                                         | Új-Zéland (NZL)                                            | 1                                                          | 0                                                          | 0                                                          | 1        |
| 6.                                                         | Lengyelország (POL)                                        | 1                                                          | 0                                                          | 0                                                          | 1        |
| 6.                                                         | Szlovénia (SLO)                                            | 1                                                          | 0                                                          | 0                                                          | 1        |
|                                                            |                                                            |                                                            |                                                            |                                                            |          |
| 10.                                                        | Ausztrália (AUS)                                           | 0                                                          | 3                                                          | 2                                                          | 5        |
| 11.                                                        | Hollandia (NED)                                            | 0                                                          | 3                                                          | 0                                                          | 3        |
| 12.                                                        | Egyesült Államok (USA)                                     | 0                                                          | 1                                                          | 2                                                          | 3        |
| 13.                                                        | Bulgária (BUL)                                             | 0                                                          | 1                                                          | 0                                                          | 1        |
| 13.                                                        | Norvégia (NOR)                                             | 0                                                          | 1                                                          | 0                                                          | 1        |
| 13.                                                        | Svájc (SUI)                                                | 0                                                          | 1                                                          | 0                                                          | 1        |
|                                                            |                                                            |                                                            |                                                            |                                                            |          |
| 16.                                                        | Kanada (CAN)                                               | 0                                                          | 0                                                          | 1                                                          | 1        |
| 16.                                                        | Horvátország (CRO)                                         | 0                                                          | 0                                                          | 1                                                          | 1        |
| 16.                                                        | Dánia (DEN)                                                | 0                                                          | 0                                                          | 1                                                          | 1        |
| 16.                                                        | Litvánia (LTU)                                             | 0                                                          | 0                                                          | 1                                                          | 1        |
| 16.                                                        | Oroszország (RUS)                                          | 0                                                          | 0                                                          | 1                                                          | 1        |
|                                                            |                                                            |                                                            |                                                            |                                                            |          |
| Összesen                                                   | Összesen                                                   | 14                                                         | 14                                                         | 14                                                         | 42       |

## Férfi

### Éremtáblázat
(A rendező ország csapata eltérő háttérszínnel, az egyes számoszlopok legmagasabb értéke, vagy értékei vastagítással kiemelve.)
| A 2000. évi nyári olimpiai játékok éremtáblázata férfi evezésben | A 2000. évi nyári olimpiai játékok éremtáblázata férfi evezésben | A 2000. évi nyári olimpiai játékok éremtáblázata férfi evezésben | A 2000. évi nyári olimpiai játékok éremtáblázata férfi evezésben | A 2000. évi nyári olimpiai játékok éremtáblázata férfi evezésben | Olimpia  |
| ---------------------------------------------------------------- | ---------------------------------------------------------------- | ---------------------------------------------------------------- | ---------------------------------------------------------------- | ---------------------------------------------------------------- | -------- |
|                                                                  | Ország                                                           | Arany                                                            | Ezüst                                                            | Bronz                                                            | Összesen |
| 1.                                                               | Franciaország (FRA)                                              | 2                                                                | 0                                                                | 1                                                                | 3        |
| 2.                                                               | Nagy-Britannia (GBR)                                             | 2                                                                | 0                                                                | 0                                                                | 2        |
| 3.                                                               | Olaszország (ITA)                                                | 1                                                                | 2                                                                | 1                                                                | 4        |
| 4.                                                               | Lengyelország (POL)                                              | 1                                                                | 0                                                                | 0                                                                | 1        |
| 4.                                                               | Szlovénia (SLO)                                                  | 1                                                                | 0                                                                | 0                                                                | 1        |
| 4.                                                               | Új-Zéland (NZL)                                                  | 1                                                                | 0                                                                | 0                                                                | 1        |
|                                                                  |                                                                  |                                                                  |                                                                  |                                                                  |          |
| 7.                                                               | Ausztrália (AUS)                                                 | 0                                                                | 2                                                                | 2                                                                | 4        |
| 8.                                                               | Egyesült Államok (USA)                                           | 0                                                                | 1                                                                | 0                                                                | 1        |
| 8.                                                               | Hollandia (NED)                                                  | 0                                                                | 1                                                                | 0                                                                | 1        |
| 8.                                                               | Norvégia (NOR)                                                   | 0                                                                | 1                                                                | 0                                                                | 1        |
| 8.                                                               | Svájc (SUI)                                                      | 0                                                                | 1                                                                | 0                                                                | 1        |
|                                                                  |                                                                  |                                                                  |                                                                  |                                                                  |          |
| 12.                                                              | Németország (GER)                                                | 0                                                                | 0                                                                | 2                                                                | 2        |
| 13.                                                              | Dánia (DEN)                                                      | 0                                                                | 0                                                                | 1                                                                | 1        |
| 13.                                                              | Horvátország (CRO)                                               | 0                                                                | 0                                                                | 1                                                                | 1        |
|                                                                  |                                                                  |                                                                  |                                                                  |                                                                  |          |
| Összesen                                                         | Összesen                                                         | 8                                                                | 8                                                                | 8                                                                | 24       |

### Érmesek
| A 2000. évi nyári olimpiai játékok érmesei evezésben | | | |
| Versenyszám                                          | Arany | Ezüst | Bronz |
| Egypárevezős                                         | Rob Waddell · Új-Zéland (NZL) · 6:48.90 | Xeno Müller · Svájc (SUI) · 6:50.55 | Marcel Hacker · Németország (GER) · 6:50.83 |
| Kétpárevezős                                         | Szlovénia (SLO) · Luka Špik · Iztok Čop · 6:16.63 | Norvégia (NOR) · Olaf Tufte · Fredrik Bekken · 6:17.98 | Olaszország (ITA) · Giovanni Calabrese · Nicola Sartori · 6:20.49 |
| Könnyűsúlyú kétpárevezős                             | Lengyelország (POL) · Tomasz Kucharski · Robert Sycz · 6:21.75 | Olaszország (ITA) · Elia Luini · Leonardo Pettinari · 6:23.47 | Franciaország (FRA) · Pascal Touron · Thibaud Chapelle · 6:24.85 |
| Kormányos nélküli kettes                             | Franciaország (FRA) · Michel Andrieux · Jean-Christophe Rolland · 6:32.97 | Egyesült Államok (USA) · Ted Murphy · Sebastian Bea · 6:33.80 | Ausztrália (AUS) · Matthew Long · James Tomkins · 6:34.26 |
| Négypárevezős                                        | Olaszország (ITA) · Agostino Abbagnale · Alessio Sartori · Rossano Galtarossa · Simone Raineri · 5:45.56                                                                      | Hollandia (NED) · Jochem Verberne · Dirk Lippits · Diederik Simon · Michiel Bartman · 5:47.91                                                                             | Németország (GER) · Marco Geisler · Andreas Hajek · Stephan Volkert · André Willms · 5:48.64                                                                                                   |
| Kormányos nélküli négyes                             | Nagy-Britannia (GBR) · James Cracknell · Steve Redgrave · Tim Foster · Matthew Pinsent · 5:56.24                                                                              | Olaszország (ITA) · Valter Molea · Riccardo Dei Rossi · Lorenzo Carboncini · Carlo Mornati · 5:56.62                                                                      | Ausztrália (AUS) · James Stewart · Ben Dodwell · Geoffrey Stewart · Bo Hanson · 5:57.61 |
| Könnyűsúlyú kormányos nélküli négyes                 | Franciaország (FRA) · Laurent Porchier · Jean-Christophe Bette · Yves Hocdé · Xavier Dorfmann · 6:01.68                                                                       | Ausztrália (AUS) · Simon Burgess · Anthony Edwards · Darren Balmforth · Robert Richards · 6:02.09                                                                         | Dánia (DEN) · Søren Madsen · Thomas Ebert · Eskild Ebbesen · Victor Feddersen · 6:03.51 |
| Nyolcas                                              | Nagy-Britannia (GBR) · Andrew Lindsay · Ben Hunt-Davis · Simon Dennis · Louis Attrill · Luka Grubor · Kieran West · Fred Scarlett · Steve Trapmore · Rowley Douglas · 5:33.08 | Ausztrália (AUS) · Christian Ryan · Alastair Gordon · Nick Porzig · Robert Jahrling · Mike McKay · Stuart Welch · Daniel Burke · Jaime Fernandez · Brett Hayman · 5:33.88 | Horvátország (CRO) · Igor Francetić · Tihomir Franković · Tomislav Smoljanović · Nikša Skelin · Siniša Skelin · Krešimir Čuljak · Igor Boraska · Branimir Vujević · Silvijo Petriško · 5:34.85 |

## Női

### Éremtáblázat
(A rendező ország csapata eltérő háttérszínnel, az egyes számoszlopok legmagasabb értéke, vagy értékei vastagítással 
kiemelve.)
| A 2000. évi nyári olimpiai játékok éremtáblázata női evezésben | A 2000. évi nyári olimpiai játékok éremtáblázata női evezésben | A 2000. évi nyári olimpiai játékok éremtáblázata női evezésben | A 2000. évi nyári olimpiai játékok éremtáblázata női evezésben | A 2000. évi nyári olimpiai játékok éremtáblázata női evezésben | Olimpia  |
| -------------------------------------------------------------- | -------------------------------------------------------------- | -------------------------------------------------------------- | -------------------------------------------------------------- | -------------------------------------------------------------- | -------- |
|                                                                | Ország                                                         | Arany                                                          | Ezüst                                                          | Bronz                                                          | Összesen |
| 1.                                                             | Románia (ROU)                                                  | 3                                                              | 0                                                              | 0                                                              | 3        |
| 2.                                                             | Németország (GER)                                              | 2                                                              | 1                                                              | 1                                                              | 4        |
| 3.                                                             | Fehéroroszország (BLR)                                         | 1                                                              | 0                                                              | 0                                                              | 1        |
|                                                                |                                                                |                                                                |                                                                |                                                                |          |
| 4.                                                             | Hollandia (NED)                                                | 0                                                              | 2                                                              | 0                                                              | 2        |
| 5.                                                             | Ausztrália (AUS)                                               | 0                                                              | 1                                                              | 0                                                              | 1        |
| 5.                                                             | Bulgária (BUL)                                                 | 0                                                              | 1                                                              | 0                                                              | 1        |
| 5.                                                             | Nagy-Britannia (GBR)                                           | 0                                                              | 1                                                              | 0                                                              | 1        |
|                                                                |                                                                |                                                                |                                                                |                                                                |          |
| 8.                                                             | Egyesült Államok (USA)                                         | 0                                                              | 0                                                              | 2                                                              | 2        |
| 9.                                                             | Kanada (CAN)                                                   | 0                                                              | 0                                                              | 1                                                              | 1        |
| 9.                                                             | Litvánia (LTU)                                                 | 0                                                              | 0                                                              | 1                                                              | 1        |
| 9.                                                             | Oroszország (RUS)                                              | 0                                                              | 0                                                              | 1                                                              | 1        |
|                                                                |                                                                |                                                                |                                                                |                                                                |          |
| Összesen                                                       | Összesen                                                       | 6                                                              | 6                                                              | 6                                                              | 18       |

### Érmesek
| A 2000. évi nyári olimpiai játékok érmesei evezésben | | | |
| Versenyszám                                          | Arany | Ezüst | Bronz |
| Egypárevezős                                         | Kacjarina Karszten · Fehéroroszország (BLR) · 7:28.14 | Rumjana Nejkova · Bulgária (BUL) · 7:28.15 | Katrin Rutschow-Stomporowski · Németország (GER) · 7:28.99 |
| Kétpárevezős                                         | Németország (GER) · Jana Thieme · Kathrin Boron · 6:55.44 | Hollandia (NED) · Pieta van Dishoeck · Eeke van Nes · 7:00.36 | Litvánia (LTU) · Birutė Šakickienė · Kristina Poplavskaja · 7:01.71 |
| Könnyűsúlyú kétpárevezős                             | Románia (ROU) · Constanța Burcică-Pipotă · Angela Alupei · 7:02.64 | Németország (GER) · Valerie Viehoff · Claudia Blasberg · 7:02.95 | Egyesült Államok (USA) · Christine Collins · Sarah Garner · 7:06.37 |
| Kormányos nélküli kettes                             | Románia (ROU) · Georgeta Damian · Doina Ignat · 7:11.00 | Ausztrália (AUS) · Rachael Taylor · Kate Slatter · 7:12.56 | Egyesült Államok (USA) · Melissa Ryan · Karen Kraft · 7:13.00 |
| Négypárevezős                                        | Németország (GER) · Manja Kowalski · Meike Evers · Manuela Lutze · Kerstin Kowalski · 6:19.58 | Nagy-Britannia (GBR) · Guin Batten · Gillian Lindsay · Katherine Grainger · Miriam Batten · 6:21.64                                                                                      | Oroszország (RUS) · Okszana Dorodnova · Irina Fedotova · Julija Levina · Larisza Merk · 6:21.65                                                                                   |
| Nyolcas                                              | Románia (ROU) · Georgeta Damian · Viorica Susanu · Ioana Olteanu · Veronica Cochelea-Cogeanu · Maria Magdalena Dumitrache · Elisabeta Oleniuc-Lipă · Liliana Gafencu · Doina Ignat · Elena Georgescu · 6:06.44 | Hollandia (NED) · Anneke Venema · Carin Beek ter · Nelleke Penninx · Pieta van Dishoeck · Eeke van Nes · Tessa Appeldoorn · Marieke Westerhof · Elien Meijer · Martijntje Quik · 6:09.39 | Kanada (CAN) · Heather McDermid · Heather Davis · Dorota Urbaniak · Theresa Luke · Emma Robinson · Alison Korn · Laryssa Biesenthal · Buffy Alexander · Lesley Thompson · 6:11.58 |